# Вернидуб, Пётр Данилович
Пётр Дани́лович Верниду́б (укр. Петро Данилович Вернидуб; 12 февраля 1924  — 26 октября 1944) — участник Великой Отечественной войны, командир огневого взвода 270-го отделения истребительного противотанкового дивизиона 144-й стрелковой дивизии 5-й армии 3-го Белорусского фронта, Герой Советского Союза, лейтенант.

## Биография
Родился в 1924 году в селе Усатово Одесского округа Одесской губернии (ныне село Одесского района Одесской области Украины) в семье крестьянина. Украинец.  В мае 1942 года десять классов Одесской артиллерийской спецшколы № 16, эвакуированной в начале войны из Одессы в Сталинабад (Таджикистан). В Красной Армии с 05.06.1942 года. Окончил курсы младших лейтенантов, в 1943 году — Подольское артиллерийское училище. На фронте с 17.04.1943 года. Был дважды ранен: 28.07.1943 в районе Воскресенска Орловской области и 09.01.1944 в деревне Запруды Витебской области.
Погиб Восточной Пруссии в деревне Иукнишкен (ныне не существует) близ города Шталлупённен, был похоронен на месте гибели, позднее перезахоронен в посёлке Первомайское Нестеровского района Калининградской области.
Звание Героя Советского Союза присвоено 24 марта 1945 года.

## Описание подвига
Тов. Вернидуб П. Д. в тяжёлых уличных боях за город Вильнюс своими орудиями из открытых ОП (огневые позиции) в упор расстреливал огневые средства противника.
11.07.1944 г. меняя ОП и будучи окружён немцами, повёл расчёт в рукопашную схватку, лично убив 3-х солдат, вышел победителем и продолжал огнём орудий поддерживать продвижение пехоты вперёд.
12.07.1944 г., разведывая новый район ОП, столкнулся с группой немецких солдат и, в упор расстреляв 3-х немцев, заставил остальных отступить, поставив орудия на выбранные ОП и последующим огнём обеспечил продвижение пехоты к центру города.
13.07.1944 г. при отходе противника лейтенант Вернидуб смелым броском вперёд, своими орудиями перегородил путь отхода, разоружил и взял в плен свыше трёхсот немецких солдат и офицеров.
В боях за город Вильнюс лейтенант Вернидуб со своим взводом уничтожил 8 танков и самоходных орудий, 4 орудия ПТО (противотанковые пушки), 8 автомашин с грузами, 23 огневые точки, уничтожил до двух взводов солдат и свыше 300 человек взял пленными.

## Награды
- Герой Советского Союза (1945).
- Орден Ленина (1945).
- Орден Отечественной войны I степени.
- Орден Отечественной войны II степени.
- Орден Красной Звезды.
- Медали.

## Память
- Имя Героя Советского Союза П. Д. Вернидуба носит лицей села Усатово[1].
- В Музее 16-й Артиллерийской спецшколы (школа-интернат № 2 Одессы)[2], которую окончил Герой, есть его бюст.